# Immagine disco
Un'immagine disco (in inglese disk image, anche file immagine), in informatica, è un file che contiene i dati, nella loro struttura tipica, di un dispositivo o supporto di memorizzazione dati, come ad esempio un hard disk fisso o esterno, un CD/DVD, una chiavetta USB, una scheda di memoria e così via.

## Descrizione
Uno dei più popolari e comuni tipi di immagini disco è l'immagine di un CD/DVD. Un'immagine di un CD/DVD è un'esatta copia digitale dello stesso, tramite la quale tutti i dati del supporto ottico vengono salvati in un file che al suo interno ricalca esattamente la struttura e le informazioni di integrità dei dati presenti sul supporto. Le immagini del CD/DVD sono essenziali per preservare i sistemi di protezione dati e le tracce multi-audio, qualora i supporti ottici subissero dei danni.
Il termine "disco" è tuttora utilizzato, per derivazione storica, anche quando l'unità di memorizzazione non è composta fisicamente da un disco vero e proprio (SSD, chiavetta USB, Memory Stick, ecc).

## Utilizzo

### Conservazione dei dati
Le immagini disco possono essere utilizzate in tantissimi modi, uno di questi è per la conservazione dei dati, infatti nell'eventualità che un disco (anche di nostra produzione) con l'andare avanti del tempo e dell'utilizzo, si danneggi e diventi inutilizzabile, dà la possibilità di poterlo riscrivere ovvero masterizzarlo e quindi di non subire un danno per perdita di dati sensibili.

### Distribuzione del software
Le immagini disco sono molto utilizzate soprattutto dopo il 2000 per la distribuzione di software completamente gratuiti come i vari sistemi operativi basati su Linux o per la prova di programmi con un limitato periodo di validità.

### Dischi virtuali
Un modo molto utile di utilizzare le immagini disco è quello di farle sembrare dei dischi veri e propri, tramite programmi che simulano una periferica e che permettono, tramite la selezione dell'immagine disco che si vuole utilizzare, di far sì che il computer la veda e la utilizzi come se fosse un disco fisico (il termine corretto è montare l'immagine del disco virtuale).

### Clonazione dischi
La clonazione di un disco (da non confondere con la semplice copia di una partizione o di un volume né, tanto meno, la banale copia delle cartelle/file contenute nel disco) è la duplicazione esatta (quindi non solo dei dati presenti, ma di tutta la struttura del file system: in pratica la copia speculare byte per byte, settore per settore) dell'unità fisica. Anche se non è il solo metodo disponibile, quello più utilizzato è clonare un disco ottenendone il file immagine (che, per definizione, è un formato compresso). A parte il backup dei dati (cluster per cluster non solo i file contenuti), la clonazione di un disco contenente il sistema operativo e i pacchetti software installati (in parole povere il computer così come lo si utilizza), serve per riottenere esattamente l'installato funzionante quando la macchina ha dei problemi gravi (ripristino dell'immagine).

## Formati

### .ISO
Le immagini dei CD-ROM sono il più delle volte file con estensione .iso, in riferimento al file system ISO 9660 comunemente usato su tali dischi. Il formato .iso è il formato più comune per immagini disco, ma ha lo svantaggio di non supportare dati multi-traccia o CD audio.

### .BIN/.CUE
Il formato di file immagine .BIN/.CUE, sviluppato da Jeff Arnold per il programma CDRWin, consiste in due file che contengono rispettivamente i dati binari e i metadati necessari per masterizzare correttamente il disco. I nomi di entrambi i file spesso corrispondono (es. immagine_disco.bin e immagine_disco.cue).
Il file .BIN contiene un'esatta copia di tutti i dati accumulati su di un disco ottico in raw, un formato non compresso (per questa ragione alcuni programmi usano il suffisso .RAW per questi file). Il file contiene tutti i dati presenti sul disco originale, non solo i suoi file e le sue cartelle, ma anche le informazioni dipendenti dal sistema, come i boot-loaders, gli attributi del volume, i codici di connessione degli errori (dall'inglese error connection codes) e altri metadati del disco.
Il file .CUE è un file di testo che permette al programma di masterizzazione di copiare esattamente il file .BIN sul disco vergine.

### .NRG
Formato di proprietà della Ahead, software house del diffusissimo programma per la masterizzazione Nero Burning ROM, può essere scritto su CD-ROM usando lo stesso Nero Burning ROM o altri programmi che lo supportano.

### .MDF/.MDS
Formato proprietario di Alcohol 120%, può essere scritto su CD o DVD usando Alcohol 120%.

### .GHO
Formato proprietario di Symantec, ottenibile con Norton Ghost.

### .CCD/.SUB
Formato proprietario di CloneCD, può essere scritto su CD o DVD utilizzando lo stesso CloneCD oppure Alcohol 120%.
Spesso associato anche ad un file *.cue.

### .DMG
Formato proprietario usato da Apple in macOS. Ne esistono varie varianti e versioni, molte delle quali non accessibili in scrittura. Funzionante solo su sistemi Apple.

### .TOAST
Estensione usata da Roxio Toast Titanium.
In realtà è un normale file .iso.

### .IMG
Estensione generica per un'immagine disco, può essere stata generata da vari programmi ed essere, in effetti, in vari formati. Uno di questi è quello di Disk Copy del Mac OS classico , leggibile anche in macOS. I file system in cui possono essere scritti sono HFS o HFS plus. 

### .WIM
Formato sviluppato da Microsoft.

### .BWT/.BWI/.BWS
Formato del software BlindWrite.

### .CDI
Formato del software DiscJuggler.

### .PDI
Formato del software Instant CD/DVD.

### DAA
Direct Access Archive (DAA), formato proprietario sviluppato da PowerISO Computing.